# Corina Morariu
Corina Morariu (née le 26 janvier 1978 à Détroit, Michigan) est une joueuse de tennis américaine, professionnelle de 1994 à 2007.
En 2002, elle fait un retour marquant, revenant sur le circuit après une absence de quinze mois au cours desquels elle est soignée d'une leucémie.
Elle a remporté un titre WTA en simple et treize en double dames, discipline où elle a été numéro un mondiale en 2000.

## Palmarès

### Titre en simple dames
| No | Date       | Nom et lieu du tournoi    | Catégorie | Dotation  | Surface      | Finaliste            | Score    |          |
| -- | ---------- | ------------------------- | --------- | --------- | ------------ | -------------------- | -------- | -------- |
| 1  | 26-04-1999 | Croatian Ladies Open, Bol | Tier IVa  | 142 500 $ | Terre (ext.) | Julie Halard-Decugis | 6-2, 6-0 | Parcours |

### Finales en simple dames
| No | Date       | Nom et lieu du tournoi    | Catégorie | Dotation  | Surface      | Vainqueure    | Score         |          |
| -- | ---------- | ------------------------- | --------- | --------- | ------------ | ------------- | ------------- | -------- |
| 1  | 28-04-1997 | Croatian Ladies Open, Bol | Tier IV   | 107 500 $ | Terre (ext.) | Mirjana Lučić | 7-5, 6-7, 7-6 | Parcours |
| 2  | 13-04-1998 | Japan Open, Tokyo         | Tier III  | 164 000 $ | Dur (ext.)   | Ai Sugiyama   | 6-3, 6-3      | Parcours |
| 3  | 27-04-1998 | Croatian Ladies Open, Bol | Tier IV   | 107 500 $ | Terre (ext.) | Mirjana Lučić | 6-2, 6-4      | Parcours |

### Titres en double dames
| No | Date       | Nom et lieu du tournoi                     | Catégorie | Dotation    | Surface      | Partenaire        | Finalistes                          | Score         |          |
| -- | ---------- | ------------------------------------------ | --------- | ----------- | ------------ | ----------------- | ----------------------------------- | ------------- | -------- |
| 1  | 17-11-1997 | Volvo Women’s Open Pattaya                 | Tier IV   | 107 500 $   | Dur (ext.)   | Kristine Radford  | Florencia Labat Dominique Monami    | 6-3, 6-4      | Parcours |
| 2  | 03-01-1999 | Thalgo Hard Court Championships Gold Coast | Tier III  | 180 000 $   | Dur (ext.)   | Larisa Neiland    | Kristine Radford Irina Spîrlea      | 6-3, 6-3      | Parcours |
| 3  | 12-04-1999 | Japan Open Tokyo                           | Tier III  | 180 000 $   | Dur (ext.)   | Kimberly Po       | Catherine Barclay Kerry-Anne Guse   | 6-3, 6-2      | Parcours |
| 4  | 07-06-1999 | DFS Classic Birmingham                     | Tier III  | 180 000 $   | Gazon (ext.) | Larisa Neiland    | Alexandra Fusai Inés Gorrochategui  | 6-4, 6-4      | Parcours |
| 5  | 21-06-1999 | The Championships Wimbledon                | G. Chelem | 4 732 303 $ | Gazon (ext.) | Lindsay Davenport | Mariaan de Swardt Elena Tatarkova   | 6-4, 6-4      | Parcours |
| 6  | 26-07-1999 | Bank of the West Classic Stanford          | Tier II   | 520 000 $   | Dur (ext.)   | Lindsay Davenport | Anna Kournikova Elena Likhovtseva   | 6-4, 6-4      | Parcours |
| 7  | 02-08-1999 | TIG Tennis Classic San Diego               | Tier II   | 520 000 $   | Dur (ext.)   | Lindsay Davenport | Serena Williams Venus Williams      | 6-4, 6-1      | Parcours |
| 8  | 21-02-2000 | IGA Superthrift Classic Oklahoma City      | Tier III  | 170 000 $   | Dur (int.)   | Kimberly Po       | Tamarine Tanasugarn Elena Tatarkova | 6-4, 4-6, 6-2 | Parcours |
| 9  | 06-03-2000 | Tennis Masters Series Indian Wells         | Tier I    | 2 000 000 $ | Dur (ext.)   | Lindsay Davenport | Anna Kournikova Natasha Zvereva     | 6-2, 6-3      | Parcours |
| 10 | 01-05-2000 | Croatian Ladies Open Bol                   | Tier III  | 170 000 $   | Terre (ext.) | Julie Halard      | Tina Križan Katarina Srebotnik      | 6-2, 6-2      | Parcours |
| 11 | 09-10-2000 | Japan Open Tokyo                           | Tier III  | 170 000 $   | Dur (ext.)   | Julie Halard      | Tina Križan Katarina Srebotnik      | 6-1, 6-2      | Parcours |
| 12 | 08-01-2006 | Medibank International Sydney              | Tier II   | 600 000 $   | Dur (ext.)   | Rennae Stubbs     | Virginia Ruano Pascual Paola Suárez | 6-3, 5-7, 6-2 | Parcours |
| 13 | 11-09-2006 | Wismilak International Bali                | Tier III  | 225 000 $   | Dur (ext.)   | Lindsay Davenport | Natalie Grandin Trudi Musgrave      | 6-3, 6-4      | Parcours |

### Finales en double dames
| No | Date       | Nom et lieu du tournoi             | Catégorie | Dotation    | Surface         | Vainqueures                        | Partenaire         | Score          |          |
| -- | ---------- | ---------------------------------- | --------- | ----------- | --------------- | ---------------------------------- | ------------------ | -------------- | -------- |
| 1  | 14-04-1997 | Japan Open Tokyo                   | Tier III  | 164 250 $   | Dur (ext.)      | Alexia Dechaume Rika Hiraki        | Kerry-Anne Guse    | 6-4, 6-2       | Parcours |
| 2  | 08-05-2000 | German Open Berlin                 | Tier I    | 1 080 000 $ | Terre (ext.)    | Conchita Martínez Arantxa Sánchez  | Amanda Coetzer     | 3-6, 6-2, 7-67 | Parcours |
| 3  | 15-01-2001 | Australian Open Melbourne          | G. Chelem | 3 569 290 $ | Dur (ext.)      | Serena Williams Venus Williams     | Lindsay Davenport  | 6-2, 4-6, 6-4  | Parcours |
| 4  | 01-11-2004 | Advanta Championships Philadelphie | Tier II   | 585 000 $   | Dur (int.)      | Alicia Molik Lisa Raymond          | Liezel Huber       | 7-5, 6-4       | Parcours |
| 5  | 17-01-2005 | Australian Open Melbourne          | G. Chelem | 5 952 601 $ | Dur (ext.)      | Svetlana Kuznetsova Alicia Molik   | Lindsay Davenport  | 6-3, 6-4       | Parcours |
| 6  | 31-01-2005 | Pan Pacific Open Tokyo             | Tier I    | 1 300 000 $ | Moquette (int.) | Janette Husárová Elena Likhovtseva | Lindsay Davenport  | 6-4, 6-3       | Parcours |
| 7  | 23-10-2006 | Generali Ladies Linz               | Tier II   | 600 000 $   | Dur (int.)      | Lisa Raymond Samantha Stosur       | Katarina Srebotnik | 6-3, 6-0       | Parcours |

### Titre en double mixte
| No | Date       | Nom et lieu du tournoi    | Catégorie | Dotation    | Surface    | Partenaire     | Finalistes                  | Score    |          |
| -- | ---------- | ------------------------- | --------- | ----------- | ---------- | -------------- | --------------------------- | -------- | -------- |
| 1  | 15-01-2001 | Australian Open Melbourne | G. Chelem | 3 569 290 $ | Dur (ext.) | Ellis Ferreira | Barbara Schett Joshua Eagle | 6-1, 6-3 | Parcours |

## Parcours en Grand Chelem

### En simple dames
| Année | Open d'Australie | Open d'Australie | Internationaux de France | Internationaux de France | Wimbledon       | Wimbledon         | US Open         | US Open           |
| ----- | ---------------- | ---------------- | ------------------------ | ------------------------ | --------------- | ----------------- | --------------- | ----------------- |
| 1996  | -                | -                | -                        | -                        | 1er tour (1/64) | Natalia Medvedeva | 1er tour (1/64) | Wang Shi-ting     |
| 1997  | 1er tour (1/64)  | Nicole Bradtke   | -                        | -                        | 2e tour (1/32)  | Sandrine Testud   | 2e tour (1/32)  | Lilia Osterloh    |
| 1998  | 2e tour (1/32)   | Anna Kournikova  | 2e tour (1/32)           | Serena Williams          | 3e tour (1/16)  | Jana Novotná      | 1er tour (1/64) | Steffi Graf       |
| 1999  | 1er tour (1/64)  | Amélie Mauresmo  | 1er tour (1/64)          | Patty Schnyder           | 3e tour (1/16)  | Steffi Graf       | 1er tour (1/64) | Lindsay Davenport |
| 2000  | 1er tour (1/64)  | Marissa Irvin    | 2e tour (1/32)           | Anke Huber               | 1er tour (1/64) | Lindsay Davenport | -               | -                 |
| 2001  | 1er tour (1/64)  | Marta Marrero    | -                        | -                        | -               | -                 | -               | -                 |
| 2002  | -                | -                | -                        | -                        | -               | -                 | 1er tour (1/64) | Serena Williams   |
| 2003  | -                | -                | 2e tour (1/32)           | Paola Suárez             | 1er tour (1/64) | Flavia Pennetta   | 1er tour (1/64) | Maja Matevžič     |

À droite du résultat, l’ultime adversaire.

### En double dames
| Année | Open d'Australie              | Open d'Australie           | Internationaux de France      | Internationaux de France      | Wimbledon                     | Wimbledon                  | US Open                      | US Open                     |
| ----- | ----------------------------- | -------------------------- | ----------------------------- | ----------------------------- | ----------------------------- | -------------------------- | ---------------------------- | --------------------------- |
| 1996  | -                             | -                          | 1er tour (1/32) A. Lettiere   | K. Quentrec A. Sidot          | 1er tour (1/32) A. Lettiere   | K. Boogert Irina Spîrlea   | 3e tour (1/8) A. Lettiere    | A. Kournikova Likhovtseva   |
| 1997  | 2e tour (1/16) Patricia Hy    | C. Martínez P. Tarabini    | 1er tour (1/32) A-G. Sidot    | MJ Fernández Lisa Raymond     | 2e tour (1/16) K-A. Guse      | M. Hingis A. Sánchez       | 1er tour (1/32) Maja Murić   | Nicole Arendt M. Bollegraf  |
| 1998  | 2e tour (1/16) K. Radford     | A. Coetzer Anke Huber      | 3e tour (1/8) K. Radford      | M. Hingis Jana Novotná        | 2e tour (1/16) K. Radford     | C. Barclay K-A. Guse       | 1er tour (1/32) K. Radford   | L. Osterloh M. Washington   |
| 1999  | 2e tour (1/16) MJ Fernández   | M. de Swardt E. Tatarkova  | 2e tour (1/16) Alicia Molik   | Els Callens Rita Grande       | Victoire L. Davenport         | M. de Swardt E. Tatarkova  | 1/4 de finale L. Davenport   | Chanda Rubin S. Testud      |
| 2000  | 1/2 finale L. Davenport       | M. Hingis Mary Pierce      | -                             | -                             | -                             | -                          | -                            | -                           |
| 2001  | Finale L. Davenport           | S. Williams V. Williams    | -                             | -                             | -                             | -                          | -                            | -                           |
| 2002  | -                             | -                          | -                             | -                             | -                             | -                          | 1/4 de finale Kimberly Po    | Cara Black Likhovtseva      |
| 2003  | -                             | -                          | 1er tour (1/32) Rennae Stubbs | E. Dementieva Krasnoroutskaïa | 1er tour (1/32) Rennae Stubbs | S. Williams V. Williams    | 1er tour (1/32) Jelena Dokić | Kim Clijsters Ai Sugiyama   |
| 2004  | 3e tour (1/8) L. Davenport    | Maret Ani L. Průšová       | -                             | -                             | -                             | -                          | 2e tour (1/16) Lisa McShea   | V. Ruano P. Paola Suárez    |
| 2005  | Finale L. Davenport           | S. Kuznetsova Alicia Molik | 1/2 finale P. Schnyder        | Cara Black Liezel Huber       | 2e tour (1/16) L. Davenport   | M. Bartoli M. Sequera      | 1/4 de finale P. Schnyder    | E. Dementieva F. Pennetta   |
| 2006  | 1er tour (1/32) Sania Mirza   | S. Kuznetsova A. Mauresmo  | -                             | -                             | -                             | -                          | 2e tour (1/16) M. Krajicek   | Navrátilová Nadia Petrova   |
| 2007  | 1er tour (1/32) Rennae Stubbs | Elena Bovina Kudryavtseva  | 1er tour (1/32) P. Schnyder   | M. Camerin Gisela Dulko       | 1er tour (1/32) P. Schnyder   | Alicia Molik M. Santangelo | 1/4 de finale Shaughnessy    | Květa Peschke Rennae Stubbs |

Sous le résultat, la partenaire ; à droite, l’ultime équipe adverse.

### En double mixte
| Année | Open d'Australie            | Open d'Australie           | Internationaux de France   | Internationaux de France | Wimbledon                    | Wimbledon                 | US Open                      | US Open                     |
| ----- | --------------------------- | -------------------------- | -------------------------- | ------------------------ | ---------------------------- | ------------------------- | ---------------------------- | --------------------------- |
| 1997  | -                           | -                          | -                          | -                        | 2e tour (1/16) Alex O'Brien  | K. Boogert M. Barnard     | -                            | -                           |
| 1998  | -                           | -                          | -                          | -                        | 1er tour (1/32) Piet Norval  | Olga Lugina A. Olhovskiy  | 2e tour (1/8) Brian MacPhie  | Debbie Graham Sandon Stolle |
| 1999  | -                           | -                          | 3e tour (1/8) F. Montana   | Ai Sugiyama M. Bhupathi  | 1er tour (1/32) Martin Hill  | K. Srebotnik Piet Norval  | 2e tour (1/8) Jared Palmer   | L. Osterloh S. Humphries    |
| 2000  | 2e tour (1/8) Michael Hill  | A. Kournikova J. Björkman  | -                          | -                        | -                            | -                         | -                            | -                           |
| 2001  | Victoire E. Ferreira        | B. Schett Joshua Eagle     | -                          | -                        | -                            | -                         | -                            | -                           |
| 2002  | -                           | -                          | -                          | -                        | -                            | -                         | 1/2 finale J. Gimelstob      | Lisa Raymond Mike Bryan     |
| 2003  | -                           | -                          | 1/4 de finale J. Björkman  | Likhovtseva M. Bhupathi  | -                            | -                         | 1er tour (1/16) J. Gimelstob | Likhovtseva T. Woodbridge   |
| 2004  | 2e tour (1/8) Martin Damm   | E. Dementieva S. Sargsian  | -                          | -                        | -                            | -                         | 1er tour (1/16) D. Johnson   | A. Stevenson Rick Leach     |
| 2005  | 1er tour (1/16) Paul Hanley | Els Callens Martin Damm    | 1/4 de finale Jared Palmer | Navrátilová Leander Paes | 2e tour (1/16) Jared Palmer  | T. Perebiynis Paul Hanley | 1/2 finale Mike Bryan        | D. Hantuchová M. Bhupathi   |
| 2006  | 1/4 de finale Mike Bryan    | Sam Stosur Paul Hanley     | -                          | -                        | 3e tour (1/8) Mike Bryan     | Cara Black Wayne Black    | 1er tour (1/16) Mike Bryan   | Navrátilová Bob Bryan       |
| 2007  | 1er tour (1/16) Mike Bryan  | Liezel Huber Kevin Ullyett | -                          | -                        | 1er tour (1/32) Eric Butorac | Rennae Stubbs Leoš Friedl | 1er tour (1/16) Amer Delić   | T. Golovin Bob Bryan        |

Sous le résultat, le partenaire ; à droite, l’ultime équipe adverse.

## Parcours aux Masters

### En double dames
| # | Date       | Nom de l'édition             | ($)       | Surface         | Résultat   | Partenaire        | Ultimes adversaires            | Score    |          |
| - | ---------- | ---------------------------- | --------- | --------------- | ---------- | ----------------- | ------------------------------ | -------- | -------- |
| 1 | 15/11/1999 | Chase Championships New York | 2 000 000 | Moquette (int.) | 1/2 finale | Lindsay Davenport | Larisa Neiland Arantxa Sánchez | 7-6, 7-5 | Parcours |

## Parcours en Fed Cup
| #                                                                     | Date       | Lieu         | Surface      | Gagnante(s)                      | Perdante(s)                       | Score    |          |
|                                                                       |            |              |              |                                  |                                   |          |          |
| 2005 - 1/4 de finale (groupe mondial) - États-Unis - Belgique - 5 : 0 |            |              |              |                                  |                                   |          |          |
| 1                                                                     | 23/04/2005 | Delray Beach | Dur (ext.)   | Lindsay Davenport Corina Morariu | Kirsten Flipkens Eveline Vanhyfte | 6-1, 6-2 | Parcours |
|                                                                       |            |              |              |                                  |                                   |          |          |
| 2005 - 1/2 finale (groupe mondial) - Russie - États-Unis - 4 : 1      |            |              |              |                                  |                                   |          |          |
| 2                                                                     | 09/07/2005 | Moscou       | Terre (int.) | Vera Dushevina Dinara Safina     | Corina Morariu Venus Williams     | 6-1, 7-5 | Parcours |

## Classements WTA en fin de saison

### En simple
| Année | 1994 | 1995 | 1996 | 1997 | 1998 | 1999 | 2000 | 2001 | 2002 | 2003 |
| Rang  | 622  | 246  | 121  | 60   | 31   | 37   | 52   | 171  | 400  | 254  |

source : (en) « Classements de Corina Morariu », sur le site officiel du WTA Tour

### En double
| Année | 1994 | 1995 | 1996 | 1997 | 1998 | 1999 | 2000 | 2001 | 2002 | 2003 | 2004 | 2005 | 2006 | 2007 |
| Rang  | 458  | 187  | 81   | 66   | 49   | 6    | 14   | 57   | 78   | 156  | 24   | 15   | 34   | 76   |

source : (en) « Classements de Corina Morariu », sur le site officiel du WTA Tour